# Mistrzostwa Ameryki Południowej w Lekkoatletyce 2021
52. Mistrzostwa Ameryki Południowej w Lekkoatletyce – zawody lekkoatletyczne, które odbyły się w dniach 29-31 maja 2021 w Guayaquil.
Zawody pierwotnie miały odbyć się w Buenos Aires, jednak zostały one przeniesione do Guayaquil ze względu na pandemię COVID-19.

## Rezultaty

### Mężczyźni
| Konkurencja:                  | 1. miejsce                                                                       | Rezultat   | 2. miejsce                                                                  | Rezultat   | 3. miejsce                                                                | Rezultat   |
| Bieg na 100 m                 | Felipe Bardi dos Santos                                                          | 10,10      | Emanuel Archibald                                                           | 10,23      | Derick Silva                                                              | 10,35      |
| Bieg na 200 m                 | Felipe Bardi dos Santos                                                          | 20,49      | Lucas Vilar                                                                 | 20,62      | Anderson Marquinez                                                        | 20,63      |
| Bieg na 400 m                 | Kelvis Padrino                                                                   | 45,82      | Lucas Carvalho                                                              | 46,31      | Raúl Mena                                                                 | 46,58      |
| Bieg na 800 m                 | Thiago André                                                                     | 1:45,62    | Jonathan Rodríguez                                                          | 1:47,01    | Ryan López                                                                | 1:47,78    |
| Bieg na 1500 m                | Thiago André                                                                     | 3:37,92    | Federico Bruno                                                              | 3:38,25    | Santiago Catrofe                                                          | 3:38,67    |
| Bieg na 5000 m                | Altobeli da Silva                                                                | 13:51,81   | Carlos Díaz                                                                 | 13:52,63   | Yuri Labra                                                                | 13:55,84   |
| Bieg na 10 000 m              | Daniel do Nascimento                                                             | 29:18,06   | Nicolás Cuestas                                                             | 29:38,72   | Martín Cuestas                                                            | 29:47,02   |
| Bieg na 3000 m z przeszkodami | Altobeli da Silva                                                                | 8:34,17    | Carlos San Martín                                                           | 8:34,32    | Mario Bazán                                                               | 8:36,71    |
| Bieg na 110 m przez płotki    | Rafael Henrique Pereira                                                          | 13,35      | Yohan Chaverra                                                              | 13,53      | Marcos Herrera                                                            | 13,77      |
| Bieg na 400 m przez płotki    | Mahau Suguimati                                                                  | 51,25      | Kevin Mina                                                                  | 51,39      | Andrés Silva                                                              | 51,42      |
| Sztafeta 4 x 100 m            | Brazylia Erik Cardoso · Felipe Bardi dos Santos · Derick Silva · Bruno de Barros | 39,10      | Kolumbia Jhonny Rentería · Jhon Paredes · Carlos Palacios · Arnovis Dalmero | 39,65      | Gujana Jeremy Bascom · Emanuel Archibald · Akeem Stuart · Noelex Holder   | 40,02      |
| Sztafeta 4 x 400 m            | Brazylia Bruno de Barros · Lucas Carvalho · João Cabral · Pedro Luiz de Oliveira | 3:04,25    | Kolumbia Kevin Mina · Raúl Mena · Nicolás Salinas · Fanor Escobar           | 3:08,15    | Ekwador Edison Acuña · Alan Minda · Miguel Maldonado · Anderson Marquinez | 3:13,74    |
| Chód na 20 000 m              | Andrés Chocho                                                                    | 1:24:18,94 | Jhon Castañeda                                                              | 1:24:32,06 | Juan Manuel Cano                                                          | 1:25:48,03 |
| Skok wzwyż                    | Fernando Ferreira                                                                | 2,29       | Thiago Moura                                                                | 2,23       | Carlos Layoy                                                              | 2,17       |
| Skok o tyczce                 | Germán Chiaraviglio                                                              | 5,55       | Dyander Pacho                                                               | 5,30       | Abel Curtinove                                                            | 5,20       |
| Skok w dal                    | Arnovis Dalmero                                                                  | 7,94       | Emiliano Lasa                                                               | 7,94       | Alexsandro Melo                                                           | 7,93       |
| Trójskok                      | Alexsandro Melo                                                                  | 16,97      | Leodán Torrealba                                                            | 16,89      | Miguel van Assen                                                          | 16,73      |
| Pchnięcie kulą                | Welington Morais                                                                 | 19,87      | Nazareno Sasia                                                              | 19,79      | Ignacio Carballo                                                          | 19,51      |
| Rzut dyskiem                  | Lucas Nervi                                                                      | 63,18      | Alan de Falchi                                                              | 61,16      | Wellinton da Cruz Filho                                                   | 59,55      |
| Rzut młotem                   | Humberto Mansilla                                                                | 75,83      | Gabriel Kehr                                                                | 75,18      | Joaquín Gómez                                                             | 71,32      |
| Rzut oszczepem                | Arley Ibargüen                                                                   | 75,62      | Billi Julio                                                                 | 75,53      | Pedro Henrique Rodrigues                                                  | 73,57      |
| Dziesięciobój                 | Andy Preciado                                                                    | 8004 pkt.  | Felipe dos Santos                                                           | 7960 pkt.  | Georni Jaramillo                                                          | 7613 pkt.  |

### Kobiety
| Konkurencja:                  | 1. miejsce                                                                                | Rezultat   | 2. miejsce                                                                                | Rezultat   | 3. miejsce                                                                                | Rezultat   |
| Bieg na 100 m                 | Vitória Cristina Rosa                                                                     | 11,31      | Marizol Landázuri                                                                         | 11,39      | Jasmine Abrams                                                                            | 11,50      |
| Bieg na 200 m                 | Vitória Cristina Rosa                                                                     | 23,10      | Marizol Landázuri                                                                         | 23,35      | Ana Carolina Azevedo                                                                      | 23,87      |
| Bieg na 400 m                 | Tiffani Marinho                                                                           | 52,65      | Angie Melissa Palacios                                                                    | 52,86      | Jennifer Padilla                                                                          | 53,03      |
| Bieg na 800 m                 | Déborah Rodríguez                                                                         | 2:03,38    | Flávia de Lima                                                                            | 2:05,00    | Andrea Foster                                                                             | 2:05,93    |
| Bieg na 1500 m                | Joselyn Brea                                                                              | 4:15,05    | María Pía Fernández                                                                       | 4:15,27    | Mariana Borelli                                                                           | 4:15,61    |
| Bieg na 5000 m                | Edymar Brea                                                                               | 15:47,16   | Florencia Borelli                                                                         | 15:47,46   | Joselyn Brea                                                                              | 15:48,24   |
| Bieg na 10 000 m              | Edymar Brea                                                                               | 34:05,25   | Silvia Ortiz                                                                              | 34:06,61   | Jhoselyn Camargo                                                                          | 34:09,54   |
| Bieg na 3000 m z przeszkodami | Tatiane da Silva                                                                          | 9:38,71    | Simone Ferraz                                                                             | 9:45,15    | Belén Casetta                                                                             | 9:45,79    |
| Bieg na 100 m przez płotki    | Ketiley Batista                                                                           | 12,96      | Diana Bazalar                                                                             | 13,47      | Jenea McCammon                                                                            | 13,63      |
| Bieg na 400 m przez płotki    | Melissa González                                                                          | 55,68      | Valeria Cabezas                                                                           | 57,56      | Chayenne da Silva                                                                         | 57,78      |
| Sztafeta 4 x 100 m            | Brazylia Aurora Vida · Ana Cláudia Lemos · Ana Carolina Azevedo · Micaela de Mello        | 44,91      | Kolumbia Valeria Cabezas · Shary Vallecilla · Gregoria Gómez · Natalia Linares            | 45,61      | Ekwador Ginger Quintero · Katherine Chillambo · Nicol Caicedo · Marizol Landázuri         | 45,66      |
| Sztafeta 4 x 400 m            | Kolumbia Angie Melissa Palacios · Rosangélica Escobar · Melissa González · Evelis Aguilar | 3:31,04    | Chile Stephanie Saavedra · María José Echeverría · María Fernanda Mackenna · Martina Weil | 3:34,89    | Brazylia Tábata de Carvalho · Flávia de Lima · Maria Victoria de Sena · Chayenne da Silva | 3:36,40    |
| Chód na 20 000 m              | Glenda Morejón                                                                            | 1:29:24,61 | Érica de Sena                                                                             | 1:30:51,97 | Maritza Guamán                                                                            | 1:32:46,25 |
| Skok wzwyż                    | Jennifer Rodríguez                                                                        | 1,89       | Valdileia Martins                                                                         | 1,86       | Joice Micolta                                                                             | 1,83       |
| Skok o tyczce                 | Stefanny Castillo                                                                         | 4,30       | Isabel Demarco                                                                            | 4,00       | Alejandra Arévalo                                                                         | 4,00       |
| Skok w dal                    | Letícia Melo                                                                              | 6,63       | Eliane Martins                                                                            | 6,57       | Natalie Aranda                                                                            | 6,34       |
| Trójskok                      | Keila Costa                                                                               | 13,67      | Liuba M. Zaldívar                                                                         | 13,58      | Gabriele dos Santos                                                                       | 13,45      |
| Pchnięcie kulą                | Livia Avancini                                                                            | 17,34      | Ahymara Espinoza                                                                          | 16,95      | Ivana Gallardo                                                                            | 16,94      |
| Rzut dyskiem                  | Izabela da Silva                                                                          | 62,18      | Karen Gallardo                                                                            | 59,72      | Lidiane Cansian                                                                           | 55,61      |
| Rzut młotem                   | Mariana Marcelino                                                                         | 66,16      | Mariana García                                                                            | 63,20      | Mayra Gaviria                                                                             | 62,46      |
| Rzut oszczepem                | Laila e Silva                                                                             | 59,97      | María Lucelly Murillo                                                                     | 59,92      | Jucilene de Lima                                                                          | 59,65      |
| Siedmiobój                    | Evelis Aguilar                                                                            | 6165 pkt.  | Martha Araujo                                                                             | 5866 pkt.  | Raiane Procópio                                                                           | 5821 pkt.  |

### Zawody mieszane
| Konkurencja:                | 1. miejsce                                                                       | Rezultat | 2. miejsce                                                                       | Rezultat | 3. miejsce                                                                  | Rezultat |
| Sztafeta mieszana 4 x 400 m | Kolumbia Raúl Mena · Angie Melissa Palacios · Jennifer Padilla · Nicolás Salinas | 3:21,28  | Argentyna Leandro Paris · María Ayelén Diogo · Noelia Martínez · Elián Larregina | 3:23,77  | Ekwador Anderson Colorado · Virginia Villalba · Evelyn Mercado · Alan Minda | 3:27,97  |

## Klasyfikacja medalowa
Opracowano na podstawie materiałów źródłowych.
| Miejsce | Kraj      | Złoto | Srebro | Brąz | Razem |
| ------- | --------- | ----- | ------ | ---- | ----- |
| 1.      | Brazylia  | 26    | 11     | 12   | 49    |
| 2.      | Kolumbia  | 8     | 13     | 3    | 24    |
| 3.      | Wenezuela | 4     | 2      | 3    | 9     |
| 4.      | Ekwador   | 3     | 5      | 7    | 15    |
| 5.      | Chile     | 2     | 5      | 1    | 8     |
| 6.      | Argentyna | 1     | 4      | 6    | 11    |
| 7.      | Urugwaj   | 1     | 3      | 3    | 7     |
| 8.      | Gujana    | 0     | 1      | 4    | 5     |
| 9.      | Peru      | 0     | 1      | 3    | 4     |
| 10.     | Boliwia   | 0     | 0      | 1    | 1     |
| 10.     | Panama    | 0     | 0      | 1    | 1     |
| 10.     | Surinam   | 0     | 0      | 1    | 1     |
| Razem   | Razem     | 45    | 45     | 45   | 135   |